# David Murray Anderson
Pour les articles homonymes, voir Murray, Anderson et David Anderson.
David Murray Anderson (11 avril 1874 - 30 octobre 1936) est un amiral et un gouverneur de dominions britannique. 

## Biographie
Né à Newton-by-Chester, près de Chester, en Angleterre, il est officier de la royal Navy, promu amiral en 1931 avant de prendre sa retraite.
En 1933, il est nommé gouverneur de Terre-Neuve et devient président de la Commission gouvernementale chargée de diriger le dominion après la suspension du gouvernement responsable. La Commission prend part à la restructuration des services publics, du gouvernement, des services sociaux et aux essais de résolution des problèmes économiques de Terre-Neuve. Son mandat s'achève en 1935 et il devient le vingt-huitième gouverneur de Nouvelle-Galles du Sud en Australie mais il meurt moins d'un an après avoir pris ses fonctions.

## Distinctions
- Chevalier commandeur de l'Ordre du Bain